# Chthonius karamani
Chthonius karamani är en spindeldjursart som beskrevs av Hadzi 1933. Chthonius karamani ingår i släktet Chthonius och familjen käkklokrypare. Inga underarter finns listade i Catalogue of Life.